# 沖縄県立はなさき支援学校
沖縄県立はなさき支援学校（おきなわけんりつ はなさきしえんがっこう）は、沖縄県中頭郡北中城村に所在する特別支援学校で、知的障害のある児童・生徒を対象としている。学部は小学部・中学部・高等部を設置している。沖縄県立沖縄ろう学校と同一敷地内にあり、体育館、運動場、プール、厨房棟などの施設を両校で共有している。

## 概要
平成25年（2013年）11月1日付で沖縄県立美咲特別支援学校はなさき分校として設立された。平成26年（2014年）4月14日に小学部・中学部・高等部の児童生徒計88名を迎えて開校し、令和3年（2021年）4月12日に沖縄県立はなさき支援学校として独立した。
通学支援としてスクールバスを3コース（中城コース・北谷コース・中北コース）運行している。

## 児童・生徒数
| 年度     | 小学部 | 中学部 | 高等部 | 計    | 教職員 |
| -------- | ------ | ------ | ------ | ----- | ------ |
| 2025年度 | 64名   | 49名   | 54名   | 167名 | 101名  |

## 通学区域
- 沖縄市
  - 沖縄市立山内中学校区域
- 北谷町
- 北中城村
- 宜野湾市  
  - 宜野湾市立普天間中学校区域
  - 宜野湾市立真志喜中学校区域（ただし、宜野湾市立大謝名小学校区域を除く）
- 中城村[4]

## 所在地
〒901-2304　沖縄県中頭郡北中城村字屋宜原415番地

## アクセス
- 大平バス停より徒歩5分
- 屋宜原バス停より徒歩8分